# Jupiter Ace

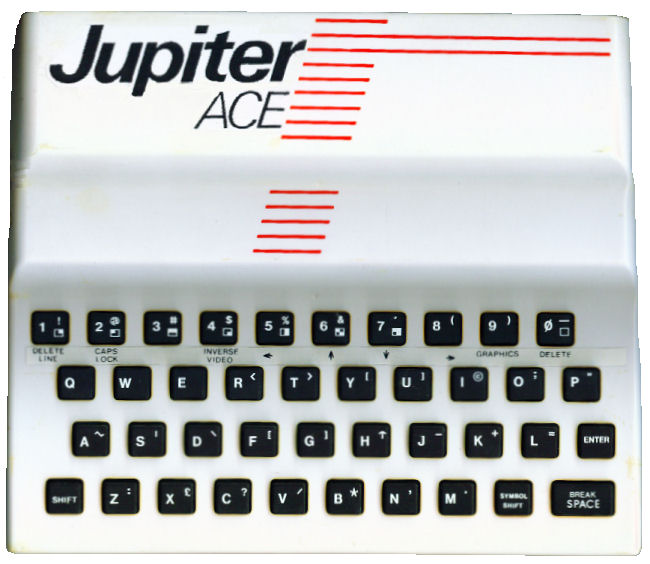
Ein Jupiter Ace von oben

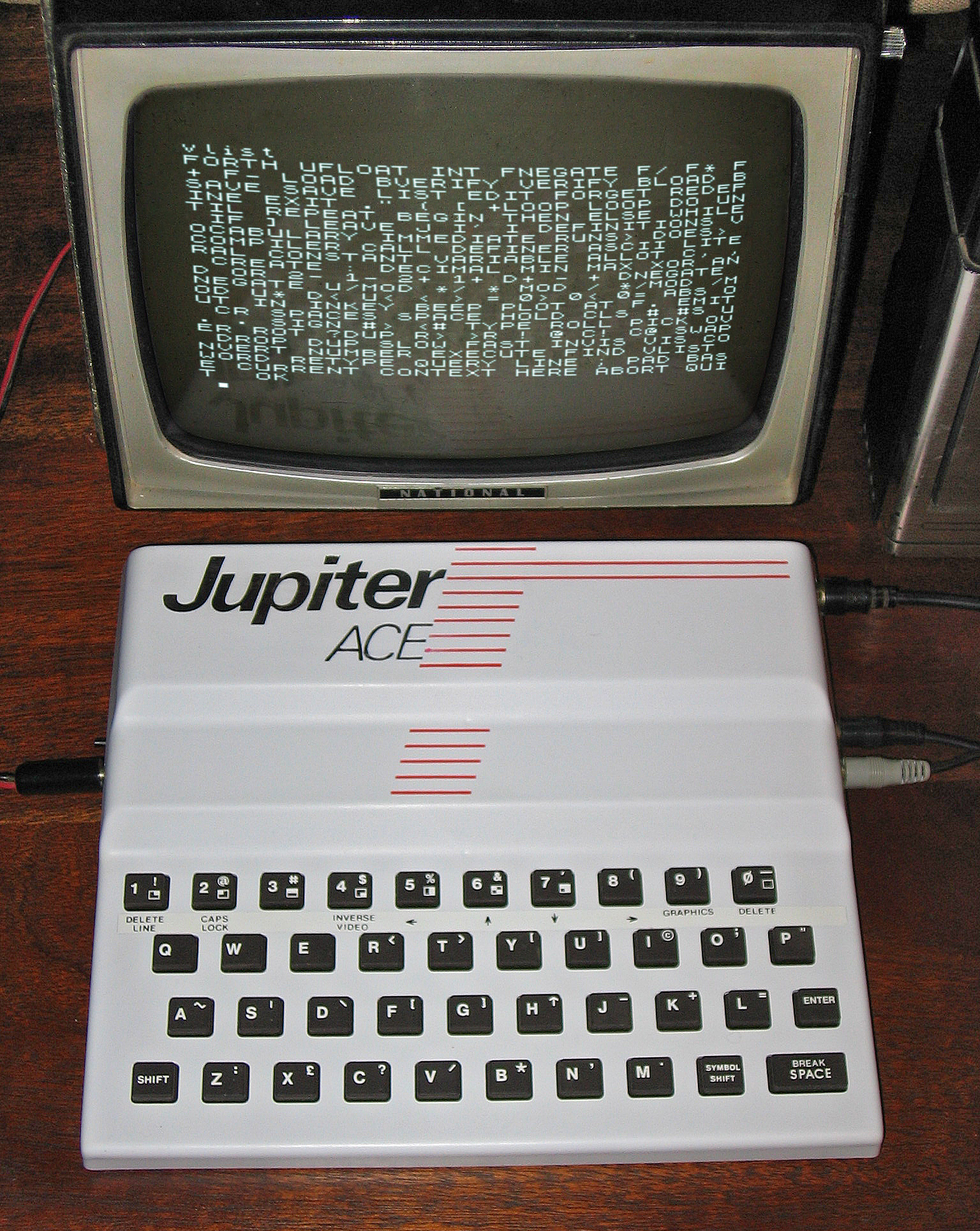
Jupiter Ace mit Bildschirm

Der Jupiter Ace war ein Heimcomputer von Jupiter Cantab, der im September 1982 auf den Markt kam. Entwickelt und vertrieben wurde er von zwei ehemaligen Sinclair-Angestellten: Richard Altwasser und Steven Vickers. Benannt war er nach dem britischen Rechner der frühen 1950er Jahre namens Pilot ACE.
Er hat viele Ähnlichkeiten mit dem Sinclair ZX81, etwa die Z80A-CPU mit 3,5 MHz Taktfrequenz, das 8192 Byte große ROM und die einfache Schwarzweiß-Grafik. Gehäuse und Tastatur der Serienmodells erinnern stark an den ZX Spectrum, einige Vorserienexemplare wurden im Gehäuse des Sinclair ZX80 an Redaktionen von Computerzeitschriften geliefert. Der Arbeitsspeicher war mit 8 KB recht knapp bemessen, es gab jedoch 16 KB- und 32 KB-Speichererweiterungen, sodass dieser maximal bis zu 53 KB ausgebaut werden konnte. Die typische Gummitastatur konnte gegen eine stabilere aus Kunststoff getauscht werden.
Besonderheit: Anstelle der Programmiersprache BASIC, die bei den frühen 8-Bit-Rechnern üblicherweise verwendet wurde, war in den Jupiter Ace Forth in der Version Forth-79implementiert. Damit war er drei bis zehn Mal schneller als ein baugleicher Computer mit BASIC als Programmiersprache.
In Deutschland konnte das Handbuch des Jupiter Ace vorab separat erworben werden, der Kaufpreis wurde beim späteren Kauf der Hardware angerechnet. Wie bei den Sinclair-Modellen war der implementierte Dialekt der Programmiersprache detailliert beschrieben und im Rahmen eines kleinen Kurses von Vickers didaktisch aufbereitet worden. Trotz dieser Marketingmaßnahmen und durchaus positiver Besprechungen in den Computerzeitschriften konnte sich das Gerät – vor allem wohl wegen des zu kleinen Arbeitsspeichers – nicht durchsetzen. Andere Gründe waren auch, dass BASIC zum damaligen Zeitpunkt bei Homecomputern als problemorientierte höhere Sprache bereits zum Quasi-Standard geworden war und es kaum kommerzielle Software für den Jupiter Ace gab. Wirtschaftlich war das Gerät ein Flop und nach kurzer Zeit (im Jahre 1983) wieder vom Markt verschwunden. Zwar versuchte man im Juni 1983 einen erneuten Anlauf mit der Vorstellung des Jupiter Ace 16+; dieses Modell sollte mit zusätzlichen 16 KB RAM ausgestattet sein und richtete sich laut Werbung an Menschen, die mit diesem Rechner Robotik betreiben wollen. Aufgrund Insolvenz von Jupiter Cantab im November 1983 ist dieser Rechner jedoch nie verkauft worden.

## Preis
Bei seiner Markteinführung im September 1982 wurde der Rechner für 89,95 GBP angeboten. In der Folgezeit, als sich abzeichnete, dass der Computer kein wirklicher Erfolg werden würde, wurde der Rechner mit Werbesprüchen wie „Das preiswerteste komplette Computersystem der Welt“ zu noch sehr viel geringeren Preisen angeboten.

## Peripheriegeräte
Zur Kommunikation mit der Außenwelt wurden für den Jupiter Ace auch eigene Peripheriegeräte, etwa Drucker, angeboten. Per Adapter war nahezu sämtliche für den Sinclair vorgesehene Peripherie auch durch den Jupiter Ace nutzbar.

## Emulatoren
Für den Jupiter Ace wurden einige Emulatoren entwickelt, die es ermöglichen, diesen Computer auch auf anderen Systemen nachzubilden und auszuprobieren. Aufgrund seiner hardwareseitigen Ähnlichkeit zum Sinclair ZX81 bauen die meisten Emulatoren auf diesem auf und liefern, quasi als Nebenprodukt, auch eine Simulation des Jupiter Ace.
Als einer der genauesten Emulatoren gilt Eighty One, der nahezu alle Homecomputer aus dem Hause Sinclair sowie auch Nachbauten wie den Timex 1000 und eben auch den Ace emuliert. Eine sehr gute und genaue Emulation bietet auch ZEsarUX, der über eine sehr aktive Entwicklergemeinschaft verfügt.